# 渥城県
渥城県（あくじょう-けん）は中華人民共和国河北省にかつて存在した県。現在の保定市安新県の一部に相当する。
金朝により設置された。元代になると新安県と改称された。1832年（道光12年）に廃止となり、管轄区域は安州に編入された。